# Five Days Inside
Five Days Inside, van 2018 tot en met 2019 uitgezonden onder de titel Beau Five Days Inside, is een Nederlands televisieprogramma dat oorspronkelijk uitgezonden werd door RTL 4, sinds 2021 wordt het uitgezonden door RTL 5. De presentatie was van 2018 tot 2019 in handen van Beau van Erven Dorens. Sinds 2020 wordt die verdeeld over verschillende presentatoren.
In 2018 won het programma de Gouden Televizier-Ring.

## Opzet
In elke aflevering verblijft een presentator vijf dagen en nachten bij een instelling in Nederland waar je normaliter niet zomaar binnenkomt, denk hierbij aan een hospice, een brandwondencentrum, een opvang voor verslaafde bejaarden en een tbs-kliniek.
In die vijf dagen wordt getracht te achterhalen hoe het is om daar te werken en hoe de mensen zich voelen en meemaken. Overdag wordt de presentator door een cameraploeg gevolgd, 's avonds en 's nachts filmt de presentator zelf; hierin bespreekt diegene hoe hij of zij zich voelt en hoe indrukwekkend de dag geweest is.

## Seizoensoverzicht
| Seizoen      | Uitzendtijden              | Zender | Aantal afleveringen | Start seizoen    | Start seizoen | Einde seizoen   | Einde seizoen | Gemiddelde kijkcijfers |
| Seizoen      | Uitzendtijden              | Zender | Aantal afleveringen | Datum            | Kijkcijfers   | Datum           | Kijkcijfers   | Gemiddelde kijkcijfers |
| ------------ | -------------------------- | ------ | ------------------- | ---------------- | ------------- | --------------- | ------------- | ---------------------- |
| 1            | Dinsdag 20:30 – 21:30 uur  | RTL 4  | 6                   | 27 februari 2018 | 920.000       | 3 april 2018    | 1.083.000     | 1.027.000              |
| 2            | Dinsdag 20:30 – 21:30 uur  | RTL 4  | 8                   | 26 maart 2019    | 1.539.000     | 21 mei 2019     | 688.000       | 917.125                |
| 3            | Dinsdag 20:30 – 21:30 uur  | RTL 4  | 8                   | 7 januari 2020   | 777.000       | 3 maart 2020    | 636.000       | 670.125                |
| 4            | Woensdag 20.30 – 21:30 uur | RTL 5  | 8                   | 1 september 2021 | 196.000       | 20 oktober 2021 | 79.000        | 167.750                |
| 5            | Woensdag 20.30 – 21:30 uur | RTL 5  | 8                   | 31 augustus 2022 | 351.000       | 19 oktober 2022 | 226.000       | 261.125                |
| 6            | Woensdag 20.30 – 21:30 uur | RTL 5  | 9                   | 30 augustus 2023 | 560.000       | 25 oktober 2023 | 551.000       | 516.333                |
| 7            | Woensdag 20.30 – 21:30 uur | RTL 5  | 8                   | 16 oktober 2024  | 540.000       | 4 december 2024 | 458.000       | 429.000                |
| Special 2024 | Woensdag 20.30 – 21:30 uur | RTL 5  | 4                   | 11 december 2024 | 399.000       | 1 januari 2025  | n.n.b.        | 337.000                |

## Presentatie
De oorspronkelijke presentatie was in handen van Beau van Erven Dorens. Nadat hij na twee seizoenen stopte, werd in 2020 de presentatie van het programma verdeeld tussen de presentatrices Angela Groothuizen, Natasja Froger en Caroline Tensen. In 2021 werden Groothuizen en Tensen vervangen door Rick Brandsteder en Geraldine Kemper. Voor het vijfde seizoen in 2022 stopten Brandsteder en Froger als presentatoren en werd Eddy Zoëy als enige presentator extra toegevoegd.
| Presentator           | Seizoen 1 | Seizoen 2 | Seizoen 3 | Seizoen 4 | Seizoen 5 | Seizoen 6 | Seizoen 7 |
| --------------------- | --------- | --------- | --------- | --------- | --------- | --------- | --------- |
| Beau van Erven Dorens |           |           |           |           |           |           |           |
| Angela Groothuizen    |           |           |           |           |           |           |           |
| Caroline Tensen       |           |           |           |           |           |           |           |
| Natasja Froger        |           |           |           |           |           |           |           |
| Rick Brandsteder      |           |           |           |           |           |           |           |
| Geraldine Kemper      |           |           |           |           |           |           |           |
| Eddy Zoëy             |           |           |           |           |           |           |           |

## Seizoenen

### Seizoen 1 (2018)
| Afl | Uitzenddatum     | Locatie                                                                                      | Kijkcijfers |
| --- | ---------------- | -------------------------------------------------------------------------------------------- | ----------- |
| 1   | 27 februari 2018 | Sherpa, een instelling voor mensen met een lichamelijke, verstandelijke of dubbele beperking | 920.000     |
| 2   | 6 maart 2018     | De Rooyse Wissel, een tbs-kliniek                                                            | 1.008.000   |
| 3   | 13 maart 2018    | Hospice                                                                                      | 1.019.000   |
| 4   | 20 maart 2018    | Harreveld, een jeugdinrichting                                                               | 1.055.000   |
| 5   | 27 maart 2018    | Woodstock, een bejaardenopvang voor verslaafden                                              | 1.077.000   |
| 6   | 3 april 2018     | Brandwondencentrum                                                                           | 1.083.000   |

### Seizoen 2 (2019)
| Afl | Uitzenddatum  | Locatie                                      | Kijkcijfers |
| --- | ------------- | -------------------------------------------- | ----------- |
| 1   | 26 maart 2019 | Villa Pardoes                                | 1.539.000   |
| 2   | 2 april 2019  | Rosa Spier Huis                              | 1.041.000   |
| 3   | 9 april 2019  | PI Krimpen aan den IJssel                    | 1.058.000   |
| 4   | 16 april 2019 | Tijdelijk opvang voor illegalen in Groningen | 724.000     |
| 5   | 23 april 2019 | Kliniek HOYMAS in Kenia                      | 692.000     |
| 6   | 7 mei 2019    | Revalidatiecentrum in Beetsterzwaag          | 827.000     |
| 7   | 14 mei 2019   | Patrouilleschip Zr. Ms. Zeeland              | 768.000     |
| 8   | 21 mei 2019   | Circus Renz International                    | 688.000     |

### Seizoen 3 (2020)
| Afl | Uitzenddatum     | Locatie | Presentatie        | Kijkcijfers |
| --- | ---------------- | --- | ------------------ | ----------- |
| 1   | 7 januari 2020   | De Kloosterhoeve, een instelling voor patiënten met Huntington                                                             | Natasja Froger     | 777.000     |
| 2   | 14 januari 2020  | Het Passion, een stichting dat dak- en thuisloze mensen onderdak biedt                                                     | Caroline Tensen    | 780.000     |
| 3   | 21 januari 2020  | Jellinek kliniek, een instelling voor mensen met verschillende verslavingen                                                | Angela Groothuizen | 538.000     |
| 4   | 28 januari 2020  | Visio Het Loo Erf, een revalidatiecentrum voor slechtziende en blinde mensen die willen (re-)integreren in de maatschappij | Angela Groothuizen | 644.000     |
| 5   | 4 februari 2020  | Gezinskliniek De Borch, een gezinskliniek waar hele gezinnen terecht kunnen voor verslavingszorg                           | Natasja Froger     | 619.000     |
| 6   | 11 februari 2020 | Woonzorgcentrum Hanzeborg, een instelling voor mensen met dementie                                                         | Angela Groothuizen | 692.000     |
| 7   | 18 februari 2020 | ’s Heeren Loo, op een afdeling voor kortdurende observatie en behandeling (gehandicaptenzorg)                              | Caroline Tensen    | 675.000     |
| 8   | 3 maart 2020     | Novarum Amsterdam, een centrum voor eetstoornissen. Hier kunnen volwassenen met een eetstoornis terecht                    | Natasja Froger     | 636.000     |

### Seizoen 4 (2021)
| Afl | Uitzenddatum      | Locatie | Presentatie      | Kijkcijfers |
| --- | ----------------- | --- | ---------------- | ----------- |
| 1   | 1 september 2021  | Veilige Veste van de stichting Fier, een instelling voor personen die te maken hebben gehad met seksueel geweld | Natasja Froger   | 196.000     |
| 2   | 8 september 2021  | Kempenhaeghe, expertisecentrum voor mensen met epilepsie                                                        | Geraldine Kemper | 115.000     |
| 3   | 15 september 2021 | Havenzicht, een dak- en thuislozenopvang                                                                        | Rick Brandsteder | 113.000     |
| 4   | 22 september 2021 | L10-A, een gasplatform op de Noordzee                                                                           | Geraldine Kemper | 149.000     |
| 5   | 29 september 2021 | Villa Expertcare, een huis voor chronisch en ernstig zieke kinderen                                             | Natasja Froger   | 227.000     |
| 6   | 6 oktober 2021    | Sint-Maartenskliniek, gespecialiseerd zijn in dwarslaesie-revalidatie                                           | Geraldine Kemper | 253.000     |
| 7   | 13 oktober 2021   | Neonatale Intensive Care van het Wilhelmina Kinderziekenhuis                                                    | Natasja Froger   | 131.000     |
| 8   | 20 oktober 2021   | Een garnalenkotter                                                                                              | Rick Brandsteder | 79.000      |

### Seizoen 5 (2022)
| Afl | Uitzenddatum      | Locatie                                                                                         | Presentatie      | Kijkcijfers |
| --- | ----------------- | ----------------------------------------------------------------------------------------------- | ---------------- | ----------- |
| 1   | 31 augustus 2022  | Libra Revalidatie, voor patiënten die herstellen na een coma                                    | Eddy Zoëy        | 351.000     |
| 2   | 7 september 2022  | Het Oranje Huis van stichting Moviera, een opvanglocatie voor slachtoffers van huiselijk geweld | Geraldine Kemper | 205.000     |
| 3   | 14 september 2022 | Ronald McDonald Huis, logeren familie van kinderen die zijn opgenomen in het ziekenhuis         | Eddy Zoëy        | 208.000     |
| 4   | 21 september 2022 | Brijder Verslavingskliniek, voor verslavingen en persoonlijkheidsproblematiek                   | Geraldine Kemper | 287.000     |
| 5   | 28 september 2022 | Antoni van Leeuwenhoekziekenhuis, gespecialiseerd ziekenhuis in oncologie                       | Eddy Zoëy        | 311.000     |
| 6   | 5 oktober 2022    | Penitentiaire Inrichting Ter Peel, de grootste vrouwengevangenis van Nederland                  | Geraldine Kemper | 288.000     |
| 7   | 12 oktober 2022   | Onderzeeboot Zr.Ms. Dolfijn                                                                     | Geraldine Kemper | 213.000     |
| 8   | 19 oktober 2022   | Pompestichting, een particuliere instelling voor forensische psychiatrie                        | Eddy Zoëy        | 226.000     |

### Seizoen 6 (2023)
| Afl | Uitzenddatum      | Locatie                                                                                         | Presentatie      | Kijkcijfers |
| --- | ----------------- | ----------------------------------------------------------------------------------------------- | ---------------- | ----------- |
| 1   | 30 augustus 2023  | Daan Theeuwes Centrum in Woerden, voor jonge mensen met niet-aangeboren hersenletsel            | Eddy Zoëy        | 560.000     |
| 2   | 6 september 2023  | Bosweg in Nijmegen, woonlocatie voor jonge mensen met dementie                                  | Geraldine Kemper | 486.000     |
| 3   | 13 september 2023 | Intensive care voor kinderen, Wilhelmina Kinderziekenhuis                                       | Geraldine Kemper | 599.000     |
| 4   | 20 september 2023 | Overwaal, expertisecentrum voor mensen met ernstige angst- en dwangstoornissen                  | Eddy Zoëy        | 406.000     |
| 5   | 27 september 2023 | Changes GGZ in Halsteren, behandelcentrum voor mensen met eetstoornissen                        | Eddy Zoëy        | 415.000     |
| 6   | 4 oktober 2023    | Jellinek, op de afdeling High Care Detox                                                        | Eddy Zoëy        | 492.000     |
| 7   | 11 oktober 2023   | Fier, opvangcentrum voor vrouwen en kinderen die gevlucht zijn uit een onveilige thuissituatie  | Geraldine Kemper | 519.000     |
| 8   | 18 oktober 2023   | ’s Heeren Loo, zorginstelling voor mensen met een verstandelijke beperking met gedragsproblemen | Geraldine Kemper | 619.000     |
| 9   | 25 oktober 2023   | De Spetse Hoeve, zorgboerderij om structuur her aan te brengen na een justitieel traject        | Eddy Zoëy        | 551.000     |

### Seizoen 7 (2024)
| Afl | Uitzenddatum     | Locatie | Presentatie      | Kijkcijfers |
| --- | ---------------- | --- | ---------------- | ----------- |
| 1   | 16 oktober 2024  | Keerpunt Zuid, vijfjarig woonproject opgezet voor dak- en thuislozen met een meervoudige problematiek                   | Eddy Zoëy        | 540.000     |
| 2   | 23 oktober 2024  | Kameraet, een zorgboerderij voor jongvolwassenen met een verstandelijke beperking                                       | Geraldine Kemper | 332.000     |
| 3   | 30 oktober 2024  | Erasmus MC Transplantatie Instituut, het grootste centrum in Nederland voor lever-, nier-, long- en harttransplantaties | Eddy Zoëy        | 422.000     |
| 4   | 6 november 2024  | Mistral, een verslavingskliniek voor jongeren tussen de 12 en 23 jaar                                                   | Geraldine Kemper | 431.000     |
| 5   | 13 november 2024 | Nieuw Unicum, zorginstelling voor mensen met progressieve multiple sclerose (MS) en niet-aangeboren hersenletsel (NAH)  | Eddy Zoëy        | 399.000     |
| 6   | 20 november 2024 | Blinkert, verpleeghuis van het Leger des Heils                                                                          | Geraldine Kemper | 455.000     |
| 7   | 27 november 2024 | Stavorenstraat, een straat waar alleen maar mensen wonen met een chronische psychosegevoeligheid                        | Eddy Zoëy        | 395.000     |
| 8   | 4 december 2024  | Sterk Huis, bij afdeling Lima, een opvang locatie voor moeders tussen de 12 en 24 jaar                                  | Geraldine Kemper | 458.000     |

### Special (2024)
In het najaar van 2024 kwam Five Days Inside met een speciaal seizoen onder de naam Five Days Inside Special waarin presentator Eddy Zoëy iedere aflevering terug gaat naar mensen die eerder in het programma te zien zijn geweest, om te kijken hoe het nu met hen gaat.
| Afl | Uitzenddatum     | Kijkcijfers |
| --- | ---------------- | ----------- |
| 1   | 11 december 2024 | 399.000     |
| 2   | 18 december 2024 | 349.000     |
| 3   | 25 december 2024 | 263.000     |
| 4   | 1 januari 2025   | n.n.b.      |

## Achtergrond

### Waardering
De eerste aflevering van het programma werd door ruim 920.000 kijkers bekeken. De volgende afleveringen scoorde hierna elke keer boven het miljoen en was elke keer hoger dan de aflevering daarvoor. Het eerste seizoen van het programma sloot af met 1.083.000 kijkers. In april 2018 werd door RTL bekendgemaakt doordat het programma relatief goed bekeken werd ervoor gekozen is om het programma voor een tweede seizoen terug te laten keren, de opnames gingen in het najaar van 2018 van start.

### Gouden Televizier-Ring
In september 2018 werd bekendgemaakt dat het programma tot de laatste drie genomineerde hoort bij het Gouden Televizier-Ring Gala 2018. Het programma wist uiteindelijk de Gouden Televizier-Ring te winnen met 52% van de totale stemmen. Tevens won Van Erven Dorens diezelfde avond dankzij het programma de Zilveren Televizier-Ster beste Tv-presentator.

### Doorstart
Voordat het tweede seizoen in maart 2019 van start ging kondigde presentator Beau van Erven Dorens aan dat hij ging stoppen met het programma omdat de vele opnames in zware instellingen hem te heftig waren. Tevens gaf hij aan dat hij vond dat de instellingen op begonnen te raken om te bezoeken. Desondanks werd in augustus 2019 bekendgemaakt dat het programma terugkeerde. De titel van het programma veranderde van Beau Five Days Inside in Five Days Inside. Vanaf dit moment werd het programma verdeeld gepresenteerd door de presentatrices Angela Groothuizen, Natasja Froger en Caroline Tensen. Het derde seizoen onder leiding van de drie presentatrices ging op 7 januari 2020 van start.
In de zomer van 2021 werd de presentatie wederom veranderd. Zo werden Groothuizen en Tensen vervangen door Rick Brandsteder en Geraldine Kemper; Froger bleef wel aanwezig. Tevens verschoof het programma naar televisiezender RTL 5, terwijl eerdere seizoenen op RTL 4 te zien waren. Mede door de verandering van televisiezender startte het vierde seizoen met de extreem lage kijkcijfers van 196.000 kijkers.

## Trivia
- Tijdens de vijfde aflevering van het tweede seizoen bezocht presentator Beau van Erven Dorens kliniek HOYMAS in Kenia. Tijdens deze aflevering werd het Van Erven Dorens te veel waardoor hij besloot niet de volledige vijf dagen in de kliniek achtereenvolgend door te brengen.[15]